# Hans Abrahamsen
Hans Abrahamsen (født 23. december 1952 i Kongens Lyngby) er en dansk komponist. Han har undervist i komposition og instrumentation ved Det kgl. danske Musikkonservatorium, hvor han nu er adjungeret professor i komposition. Selv er han uddannet i teori og musikhistorie. Han modtog Léonie Sonnings Musikpris i 2019.
Hans Abrahamsen er søn af lærer Erik Johannes Abrahamsen født 19. maj 1920 i Kongens Lyngby og hustru Ragnhild Nehm, født Hildebrandt i Kongens Lyngby 23. januar 1927. Erik og Ragnhild blev viet i Lyngby Kirke 15. juli 1950.

## Musikkens karakter
Hans tidligste musik falder inden for den såkaldte "ny enkelhed”. Denne stil markerede et opgør med den serielle musik, en dansk reaktion på den kompleksitet, som udgik fra Centraleuropa, specielt kredsen omkring de såkaldte Darmstädter Ferienkurse. Det musikalske udtryk er næsten naivistisk enkelt. Stykket Skum (1970) er et eksempel på denne enkle formgivning. Musikken beskrives som stramt struktureret form med frit fortællende indhold.
Om forhold mellem form og indhold siger Abrahamsen selv: "Min fantasi arbejder godt inden for en fast struktur. Selv om mine værker undertiden er meget strukturelle, føler jeg en stor frihed undervejs til at komponere med materialet. Ting kan opstå undervejs inde i formen. I et ‘firkantet’ stykke som Skum (1970), er der en fuldstændig firkantet struktur: Alle afsnit er præcis lige lange. Men så kan jeg til gengæld putte hvad som helst ind i formen. Jo strammere den er, jo mere frihed får jeg til at gå ned i detaljen. Form og frihed: Måske har meget af min musik været et forsøg på at bringe de to verdener sammen."
17. november 2000 blev han Ridder af Dannebrog.

## Værker
Listen er sandsynligvis udtømmende til 2006.
- Oktober (klaver 1969)
- Mit grønne underlag (horn & orgel 1970)
- Skum (orkester 1970)
- Rundt om og ind imellem (messingblæsere 1971)
- Symfoni i C (1972)
- Nocturnes (fløjte og klaver – 1972)
- Landskaber (blæserkvintet nr. 1 – 1972)
- Universe Birds (10 sopraner – 1973)
- Scraps (cello og klaver – 1973)
- Flowersongs (3 fløjter – 1973)
- 10 Præludier – strygekvartet nr. 1 (1973)
- Symfoni nr. 1 (1974)
- Danmarkssange (sopran + instrumenter – 1974)
- Stratifications (orkester – 1975)
- Winternacht (1976-78)
- Walden (blæserkvintet nr. 2 – 1978)
- Aria (sopran + instrumenter – 1979)
- Nacht und Trompeten (orkester – 1981)
- Strygekvartet nr. 2 (1981)
- Lied in Fall (cello og 3 instrumenter – 1987)
- Studies (klaver 1984)
- 6 stykker (violin, horn og klaver – 1984)
- Märchenbilder (kammerorkester – 1984)
- Zwei Schneetänze (1985)
- Lied in Fall (cello og orkester – 1987)
- Storm og stille (1988)
- Three Piano Pieces (Carl Nielsens Op. 59 – 10 instr. – 1990)
- Aarhus Ragtime (orkester – 1990)
- Hymne (bratsch – 1990)
- Capriccio Bagateller (violin – 1990)
- Befiehl du deine Wege (J.S. Bachs BWV 272 – koral for 15 instr. – 1991)
- Breaking, version for chamber orchestra (efter Per Nørgård – 1992)
- Efterårslied (sopran + instrumenter 1992)
- Walden (2. Version) (blæsere 1995)
- Four Pieces (fra Sechs kleine Klavierstücke/Arnold Schönbergs Op. 19 – 1998)
- Cellosonata (1999)
- Klaverkoncert (2000)
- Siciliano (cello 2000)
- Two Pieces in Slow Time (messingblæsere + slagtøj 2000)
- Fire stykker for orkester (2004)
- Three Little Nocturnes (strygekvartet 2005)
- Schnee (kammerorkester 2006)
- 10 stykker for orkester (2021)[2]

- 2 Grundtvig motetter (kor)
- 10 studier (klaver)
- Canzone (akkordeon)
- Capriccio bagateller (violin)
- Efterår (sang + instrumenter)
- Fantasistykker
- Gush (altsax)
- Windscape (messingblæsere)
- Winternacht
- Let me tell you (soprano) 2013